# Samad Azadi
Samad Azadi est un karatéka allemand surtout connu pour avoir remporté le titre de vice-champion du monde de karaté en kumite individuel masculin moins de 70 kilos aux championnats du monde de karaté 1998 à Rio de Janeiro, au Brésil.

## Résultats
| Résultat           | Date          | Épreuve                   | Catégorie | Compétition                | Ville hôte                    |
| ------------------ | ------------- | ------------------------- | --------- | -------------------------- | ----------------------------- |
| Médaille de bronze | 1993          | Kumite individuel - 70 kg | Seniors   | Championnats d'Europe 1993 | Prague, en République tchèque |
| Médaille de bronze | 1994          | Kumite individuel - 70 kg | Seniors   | Championnats d'Europe 1994 | Birmingham, au Royaume-Uni    |
| Médaille de bronze | Décembre 1994 | Kumite individuel - 70 kg | Seniors   | Championnats du monde 1994 | Kota Kinabalu, en Malaisie    |
| Médaille d'argent  | Octobre 1998  | Kumite individuel - 70 kg | Seniors   | Championnats du monde 1998 | Rio de Janeiro, au Brésil     |